# Льонець списолистий
Льонець списолистий, кіксія повійничкова (Kickxia elatine) — вид трав'янистих рослин родини подорожникових (Plantaginaceae), поширений у Північній Африці, Європі, Азії.

## Опис
Однорічна рослина. Стебла повзучі, 10–40 см завдовжки, від залозисто-запушених до волосистих, розгалужені на основі. Листки коротко-черешкові, нижні яйцевидно-списоподібні з одним вушкоподібним зубцем, або з 2 ледь вираженими зубцями з кожного боку. Квітки пазухи, на довгих тонких квітконіжках, 15–20 мм завдовжки, голі. Віночок 5 мм довжиною, світло-жовтий, нижня губа інтенсивно-жовта, перевищує верхню. Насіння від еліпсоїдного до яйцюватого чи зворотнояйцюватого, 1.1–1.3 × 0.7–0.9 мм; поверхня тьмяна, темно-коричнева. 2n=36.
Квітне у липні й серпні.

## Поширення
Поширений у Північній Африці, Європі, західній Азії й Пакистані.
В Україні вид зростає на полях, засмічених місцях — у Закарпатській області, на рівнині рідко.